# 大顛
潮州大顛（732年—824年），俗姓陳（一說姓楊），法號寶通，自號大顛和尚，廣東潮陽人，唐代禪宗祖師，為石頭希遷法嗣。

## 生平
大顛禪師與藥山惟儼同在西山慧照禪師門下出家，一同至衡山參訪石頭希遷。後來回到潮州潮陽縣，建立靈山寺。
819年（唐元和14年），韓愈被貶潮州時，據說與他成為好友。
大顛禪師有弟子義中禪師，亦廣受閩、粵信徒的尊信。